# Siegburg
Siegburg é uma cidade da Alemanha, capital do distrito do Reno-Sieg, região administrativa de Colônia, estado da Renânia do Norte-Vestfália.
Siegburg é uma das estações do Comboio de alta velocidade Colônia - Francoforte.

## Cidadãos notórios
- Engelbert Humperdinck (1854 — 1921), compositor
- Wolfgang Overath (1943 —), futebolista